# Мидии бушо

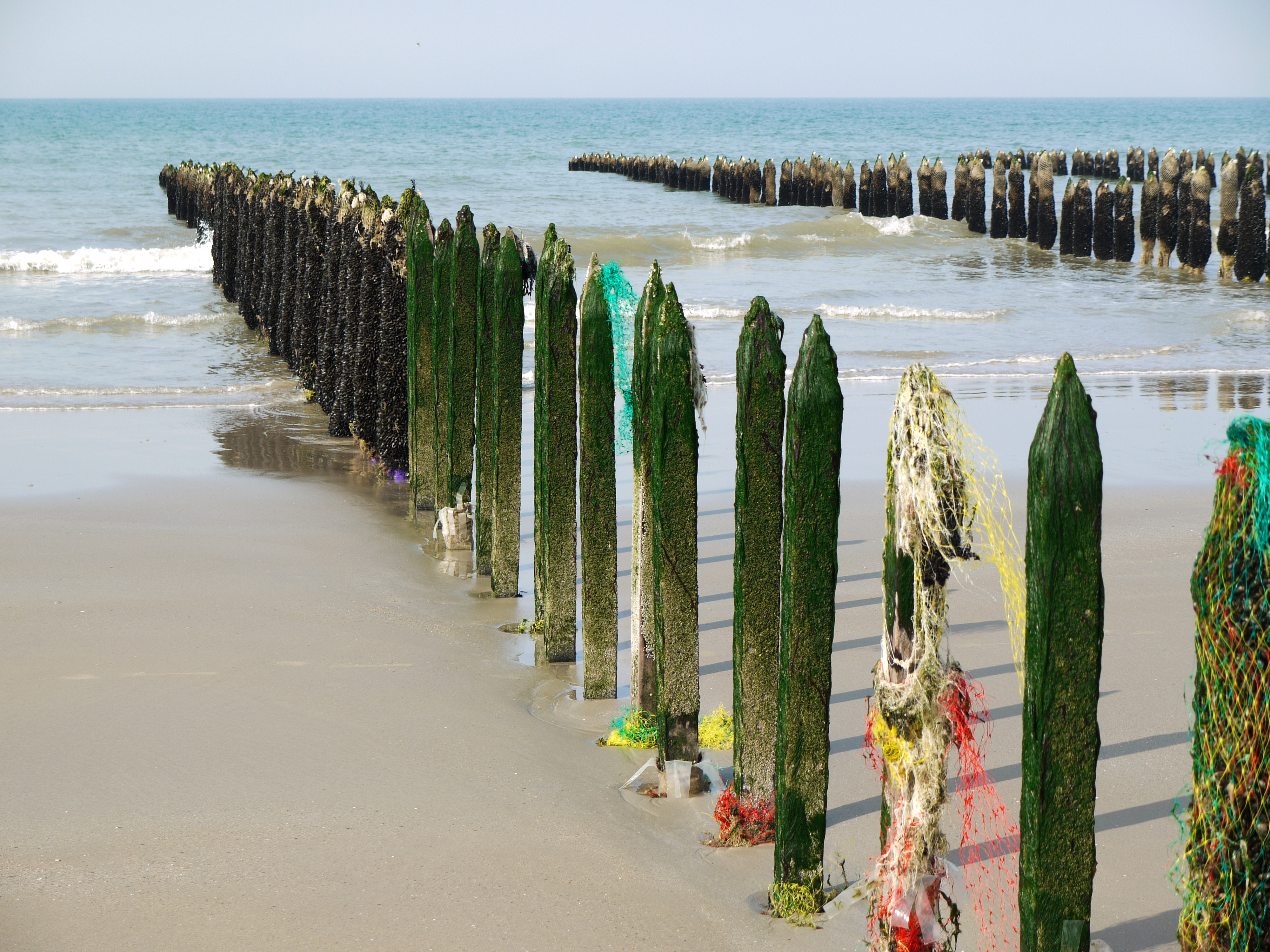
Бушо на побережье коммуны Виссан, Па-де-Кале, Франция

Мидии бушо или просто Бушо (фр. Moules de Bouchot) — метод промышленного разведения мидий, используемый во Франции с XIII века. В настоящее время выращенные таким образом моллюски получили от Европейской комиссии статус TSG (Гарантия традиционности производства).
По легенде, в 1235 году в заливе Л’Эгийон на западе Франции у устья реки Севр-Ньортез после крушения корабля спасся только один матрос — ирландец Патрик Уолтон. На абсолютно пустынном побережье выживать ему приходилось с трудом. Затеяв охоту на птиц, при морском отливе он расставил высокие шесты и натянул между ними сети, чтобы гнать на них чаек. Затея оказалась безрезультатной. Однако в море он обнаружил мидий, и эта пища позволила Уолтону дождаться спасения. Впоследствии он начал выращивать моллюсков на плетнях и стал основателем способа их разведения, который во Франции получил название «бушо». Достоверное происхождение термина неизвестно. Некоторые источники ведут его от фр. bout échouer (≈ после крушения). Другие утверждают, что «бушо» на одном из французских диалектов означает браконьерскую ловушку из системы сетей, которую использовали ранее при лове угря. Это слово, в свою очередь, произошло от фр. boucher (≈ перегораживать, закупоривать).

## Технология производства
В дно морского побережья в зоне приливов и отливов вбивают так называемые заколы — шесты (чаще всего дубовые или каштановые) толщиной от 15 до 30 сантиметров и длинной от трёх до пяти-шести метров. Между рядами, расположенными к береговой линии под прямым углом, оставляют достаточное расстояние для прохода льда. У основания каждого шеста наносят скользящее покрытие, в настоящее время — из пластмассы, чтобы морские хищники, крабы не могли добраться до будущего урожая. В апреле-мае на дальних от берега кольях в специальных сетчатых коллекторах оседают личинки мидий, достаточно подрастающие уже к июню. С июня по сентябрь производят сбор этой молоди в ячеистые мешки, которые развешивают на растяжках между шестами ближе к побережью. Товарного размера в 4 — 5 сантиметров моллюски достигают только через год — к концу второго лета. За это время перенос растущих мидий повторяют два — три раза, чтобы избежать их падения под постепенно возрастающей собственной тяжестью на дно, где они становятся лёгкой добычей хищников. Ряд производителей для подстраховки вплетают вокруг шестов ветки ивы или каштана, а в современных промышленных условиях используют сети из искусственных материалов с крупными ячейками.
В настоящее время большие объёмы мидий бушо выращиваются в самых разных частях Франции: Пуату — Шаранте, Бретани, Марен-Олероне, Нормандии и так далее.

## Варианты употребления
Мидии бушо обладают нежным и ароматным мясом ярко-оранжевого цвета. Их можно употреблять как в сыром виде, так и после кулинарной обработки: мидии запекают, жарят, из них делают лёгкие супы. В любом случае сначала необходимо тщательно очистить панцирь и проверить его целостность. Кухни различных регионов Франции при приготовлении блюда из моллюсков часто используют свои традиции. Так, в Гаскони к отваренным мидиям обязательно добавляют местный эспелетийский перец, а актёр Жерар Депардьё, происходящий из винодельческой провинции региона Центр во Франции, рекомендует подавать их припущенными в белом вине (Мидии мариньер).